# جيمي ليتل
جيمي ليتل (بالإنجليزية: Jimmy Little)‏ هو موسيقي ومغني وممثل أسترالي، ولد في 1 مارس 1937 في أستراليا، وتوفي بنفس المكان في 2 أبريل 2012. من الجوائز التي نالها جائزة الكنز الحي الأسترالي ‏.

## جوائز
- جائزة الكنز الحي الأسترالي [الإنجليزية]‏

## وصلات خارجية
- جيمي ليتل على موقع IMDb (الإنجليزية)
- جيمي ليتل على موقع ألو سيني (الفرنسية)
- جيمي ليتل على موقع ميوزك برينز (الإنجليزية)
- جيمي ليتل على موقع أول موفي (الإنجليزية)
- جيمي ليتل على موقع أول ميوزيك (الإنجليزية)
- جيمي ليتل على موقع ديسكوغز (الإنجليزية)
- جيمي ليتل على موقع قاعدة بيانات الفيلم (الإنجليزية)
- جيمي ليتل على موقع كينوبويسك (الروسية)